# Stefan Aufenanger
Stefan Aufenanger (* 25. Januar 1950 in Frankfurt am Main) ist ein deutscher Erziehungswissenschaftler und Medienpädagoge an der Johannes Gutenberg-Universität in Mainz.

## Leben und Ausbildung
Aufenanger studierte Erziehungswissenschaft und Soziologie an der Johannes Gutenberg-Universität Mainz. Nach seinem Diplomabschluss in Erziehungswissenschaft und der Promotion in Soziologie war er als wissenschaftlicher Mitarbeiter und Hochschulassistent am Pädagogischen Institut in Mainz beschäftigt. Im Anschluss an seine Habilitation in Erziehungswissenschaft an der Johannes Gutenberg-Universität Mainz arbeitete er an Universitäten in Mainz, Freiburg und Osnabrück sowie in Fribourg in der Schweiz. 1993 erhielt er einen Ruf an die Universität Hamburg, wo er bis 2004 wirkte. Von 2005 bis 2018 war Aufenanger Professor für Erziehungswissenschaft und Medienpädagogik an der Johannes Gutenberg-Universität Mainz. Zudem war er von Juni 2009 bis April 2014 Dekan des Fachbereichs Sozialwissenschaften, Medien und Sport.

## Wirken
Ab 2006 war Aufenanger vier Jahre lang Akademischer Direktor der Stiftung Lesen in Mainz und Mitglied der Media Literacy Expert Group im Directorate Information, Society, and Media der Europäischen Kommission in Brüssel. Von März 2010 bis April 2014 war er Mitglied im Vorstand der Deutschen Gesellschaft für Erziehungswissenschaft. Aktuell ist Aufenanger unter anderem Mitglied der Kommission für Forschungsethik der DGfE, Mitglied des Beirats der Stiftung digitale Spielekultur (Berlin) sowie Mitherausgeber der Zeitschrift Computer + Unterricht (Friedrich Verlag/Velber).
Schwerpunkt seiner Arbeit war unter anderem das Thema Familie und Medien mit einem Fokus auf Medienrezeption und Medienerziehung. Aktuell beschäftigt sich Aufenanger mit dem Einsatz von Tablets in Familien, Kindergärten, Schulen und an Hochschulen. Beeinflusst wurde sein Wirken theoretisch durch die strukturanalytische Rezeptionsforschung von Michael Charlton und Klaus Neumann-Braun und methodisch durch die Objektive Hermeneutik nach Ulrich Oevermann.
Aufenanger befindet sich seit dem 1. April 2019 im Ruhestand und hat zugleich eine Seniorforschungsprofessur an der Universität Mainz bis zum September 2022.

## Veröffentlichungen (Auswahl)
- Fernsehwerbung und Kinder. Das Werbeangebot in der Bundesrepublik Deutschland und seine Verarbeitung durch Kinder. 2 Bände (zusammen mit Michael Charlton, Klaus Neumann-Braun, Wolfgang Hoffmann-Riem u.a.). Leske+Budrich, Opladen 1995.
- Lustige Gewalt? Zum Verwechslungsrisiko realer und inszenierter Fernsehgewalt bei Kindern durch humoreske Programmkontexte (zusammen mit Claudia Lampert und Yvonne Vockerodt). BLM, München 1996.
- Medienkindheit – Markenkindheit. Untersuchungen zur multimedialen Verwertung von Markenzeichen für Kinder (zusammen mit Ingrid Paus-Hasebrink, Klaus Neumann-Braun und Uwe Hasebrink). kopaed, München 2004.
- Geschlechtersensible Medienkompetenzförderung. Mediennutzung und Medienkompetenz von Mädchen und Jungen sowie medienpädagogische Handlungsmöglichkeiten (zusammen mit Renate Luca). Vistas, Berlin 2007.
- Medienintegration in Grundschulen. Untersuchung zur Förderung von Medienkompetenz und der unterschiedlichen Mediennutzung in Grundschulen sowie ihrer Rahmenbedingungen in Nordrhein-Westfalen (zusammen mit Andreas Breiter, Ines Averbeck und Marc Wedjelek). Vistas, Berlin 2013.